# Cluj-Napoca
Cluj-Napoca (Kolozsvár en hongarès, Klausenburg en alemany) és una ciutat de Romania, capital de la província (en romanès judeţ) de Cluj (CJ), a Transsilvània, travessada pel riu Someş.

## Educació
La Universitat Babeş-Bolyai, fundada el 1959, és un dels més importants centres universitaris romanesos.

## Personatges famosos
- Lucian Blaga
- Matei Corvin
- Iuliu Haţieganu
- Rudolf Kastner
- János Bolyai
- Lajos Martin
- Abraham Wald

## Ciutats agermanades
La ciutat de Cluj-Napoca està agermanada amb les següents ciutats:
- Colònia
- Atenes
- São Paulo
- Beerxeba
- Pécs
- Zagreb
- Zhengzhou
- Chacao
- Dijon i Nantes
- Suwon
- Makati
- Korçë
- Cervia
- Columbia, East Lansing, Rockford